# Microtus guentheri
Microtus guentheri es una especie de roedor de la familia Cricetidae.

## Distribución geográfica
Se encuentra en Bulgaria, Grecia, Irán, Irak, Israel, Líbano,  Macedonia, Serbia , Siria, Montenegro, Turquía y Libia. 